# Peter Whittingham
Peter Whittingham (8. září 1984 Nuneaton – 19. března 2020, Cardiff) byl anglický fotbalista, záložník. Zemřel na následky zranění hlavy po pádu.

## Fotbalová kariéra
V nejvyšší anglické soutěži hrál za Aston Villa FC a Cardiff City FC. Nastoupil ve 88 utkáních a dal 4 góly. Ve druhé nejvyšší soutěži hrál za Burnley FC, Derby County FC a Cardiff City FC, nastoupil ve 399 ligových utkáních a dal 82 gólů. V sezóně 2009/10 byl nejlepším střelcem EFL Championship. Ve třetí nejvyšší soutěži nastoupil za Blackburn Rovers FC ve 20 ligových utkáních. Za anglickou reprezentaci do 21 let nastoupil v letech 2004–2007 v 17 utkáních a dal 3 góly.

## Ligová bilance
| Ročník                   | Zápasy | Góly!Klub |                     |
| ------------------------ | ------ | --------- | ------------------- |
| Premier League 2002/03   | 4      | 0         | Aston Villa FC      |
| Premier League 2003/04   | 32     | 0         | Aston Villa FC      |
| Premier League 2004/05   | 13     | 1         | Aston Villa FC      |
| EFL Championship 2004/05 | 7      | 0         | Burnley FC          |
| EFL Championship 2005/06 | 11     | 0         | Derby County FC     |
| Premier League 2005/06   | 4      | 0         | Aston Villa FC      |
| Premier League 2006/07   | 3      | 0         | Aston Villa FC      |
| EFL Championship 2006/07 | 19     | 4         | Cardiff City FC     |
| EFL Championship 2007/08 | 41     | 5         | Cardiff City FC     |
| EFL Championship 2008/09 | 33     | 3         | Cardiff City FC     |
| EFL Championship 2009/10 | 41     | 20        | Cardiff City FC     |
| EFL Championship 2010/11 | 45     | 11        | Cardiff City FC     |
| EFL Championship 2011/12 | 46     | 12        | Cardiff City FC     |
| EFL Championship 2012/13 | 40     | 8         | Cardiff City FC     |
| Premier League 2013/14   | 32     | 3         | Cardiff City FC     |
| EFL Championship 2014/15 | 43     | 6         | Cardiff City FC     |
| EFL Championship 2015/16 | 36     | 6         | Cardiff City FC     |
| EFL Championship 2016/17 | 37     | 7         | Cardiff City FC     |
| EFL League One 2017/18   | 20     | 0         | Blackburn Rovers FC |
| CELKEM Premier League    | 88     | 4         |                     |
| CELKEM EFL Championship  | 399    | 82        |                     |
| CELKEM EFL League One    | 20     | 0         |                     |